# Gefühlsansteckung
Dieser Artikel wurde auf der Qualitätssicherungsseite des Wikiprojekts Psychologie eingetragen. Dies geschieht, um die Qualität der Artikel aus dem Themengebiet Psychologie zu verbessern. Dabei werden Artikel verbessert oder auch zur Löschung vorgeschlagen, wenn sie nicht den Kriterien der Wikipedia entsprechen. Hilf mit bei der Verbesserung und beteilige dich an der Diskussion im Projekt Psychologie.
Gefühlsansteckung ist ein Begriff aus der Psychologie, der eine Form der emotionalen Übertragung beschreibt.

## Allgemeines
Der Terminus ist 1913 von Max Scheler genannt und analysiert worden, verwendet wird er häufig seit 1994, als er als Übersetzung des Hatfield-Buchtitels Emotional contagion bekannt wurde.
Gefühlsansteckung ist eine natürliche angeborene Eigenschaft, die bei Menschen und höheren Tierarten als Phänomen auftritt. In der Psychologie wird als Gefühlsansteckung bezeichnet, wenn die per Mimik ausgedrückten Gefühle eines Menschen bei anderen Menschen unwillentlich Imitationen auslösen. Diese Mimik ist in erster Linie und sehr leicht feststellbar eine Veränderung des Gesichtes. Weiterhin löst jedoch auch jede Bewegung unwillentliches Nachahmen aus – zum Beispiel werden bei dem Beobachten von Sport treibenden Menschen bei zuschauenden anderen Menschen ähnliche Muskeln angeregt.
In der neueren Soziologie wird sogar die Übertragung von Wissens- und Sinninhalten als Teil des Phänomens Gefühlsansteckung genannt. Dadurch wird Gefühlsansteckung ein Übertragungsweg von Wissens- und Sinninhalten und trägt damit zur Entstehung eines gesamtgesellschaftlichen Wissensstandes in einem Sozialen System bei. Es wird vermutet, dass Gefühlsansteckung entwicklungsbedingt notwendig war und ist, um zunächst – gleichzeitig mit angeborener Empathie – eine Bindung zwischen Eltern und neugeborenen Kindern entstehen zu lassen.

„Ein weiterer wichtiger Aspekt der Empathie in einem entwicklungsbedingten Kontext ist, dass sie dazu führt, dass sich Individuen aneinander binden, besonders Mütter an ihre Kleinkinder“

Als beitragende Elemente werden unter anderem Spiegelneuronen vermutet.
Gefühlsansteckung erfolgt auf sehr verschiedenen Wegen, die längst nicht alle erforscht sind. Exemplarisch sei genannt, dass neueren Erkenntnissen zufolge auch Gerüche affektive und unbewusst wirkende Reaktionen auslösen, zum Beispiel löst Angstgeruch Aktivität aus, und zwar speziell in „Ressourcen“ im Gehirn, die typischerweise (bewusst) bei authentischer Empathie aktiv sind.

## Gefühlsansteckung aus entwicklungspsychologischer Sicht
Zwischen Menschen jeden Alters tritt Gefühlsansteckung unwillentlich auf, dabei werden Gefühle von Mensch zu Mensch ohne Willenseinfluss übertragen („angesteckt“) und führen zu einer affektiven Nachahmung.
Die Psychologin Hatfield sieht das Entstehen von Gefühlsansteckung in zwei Schritten:

„Schritt 1: Wir imitieren andere Menschen – wenn der/die Andere lächelt, lächeln wir unwillentlich zurück.
Schritt 2: Unsere Stimmung ändert sich, wenn wir Andere nachahmen – wenn wir lächeln, ist auch unsere Stimmung positiver, wenn wir „finster sehen“, fühlen wir uns schlechter.“

Allgemein geht Hatfield über rein psychologische Wirkungen hinaus und schließt soziale Auswirkungen nicht aus: „Gesichtsausdrücke scheinen das Fundament jeder emotionalen Bewegung zwischen Menschen zu sein. Bereits wenige Stunden alte Kleinstkinder imitieren automatisch [are wired] Gesichtsausdrücke anderer Personen. Wenn wir lächeln, lächelt das Kleinstkind zurück.“ 
Eine ähnliche Beschreibung einer „Ansteckung“ findet sich auch schon in weit früheren Texten einiger Psychologen und Philosophen Anfang des 20. Jahrhunderts, z. B. bei Max Scheler (siehe unten unter Soziologie). Edith Stein stellte 1916 ein ähnliches Stufenmodell wie Hatfield auf und erkannte soziologische Auswirkungen ähnlich denen von Hatfield. Gleichzeitig analysierte Theodor Lipps das Phänomen Mitgefühl (siehe auch: Einfühlungstheorie). Trotz der Beschreibung von zwei völlig unterschiedlichen Phänomenen wurde für diese dann allerseits das gleiche Wort Einfühlung bzw. Einfühlungsvermögen verwendet. Diese Begriffsverwirrung durch die widersprüchliche Definition wurde erst in den letzten Jahren durch die Hinzunahme neuerer Begriffe aufgelöst. Während Lipps das Wort synonym zum späteren Empathie-Begriff, der determinierten Empathie, verwendete, entspricht die Bedeutung des von Edith Stein und Scheler benutzten Begriffs Einfühlungsvermögen derjenigen Bezeichnung, die durch Hatfields Begriffsklärung 1994 als „Gefühlsansteckung“ festgelegt worden ist und seither auch korrekterweise so bezeichnet werden muss. Hinzu kommt, dass viele Texte und Verfasser dieser Zeit religiös vereinnahmt und umgedeutet wurden, was eine wissenschaftliche Abgrenzung zusätzlich erschwert.
Die determinierte Empathie, von der Lipps ausging, ist eine kognitiv entstehende Fähigkeit, die eine strikte Wahrung der persönlichen Grenzen voraussetzt, während Gefühlsansteckung unwillentlich geschieht und eine persönliche Grenzüberschreitung („Ansteckung“) bedeutet. Die angeborene oder natürliche Empathie ist bisher wenig erforscht (siehe auch: Arno Gruen). Gefühlsansteckung jeder Art entsteht spontan und kann nur kognitiv beendet werden.
Da Gefühle und kulturell determinierte Reaktionen gemeinsam auftreten, ist eine Unterscheidung der einzelnen Anteile von Bedeutung. Verwandt, aber nicht synonym mit Gefühlsansteckung sind unter anderem:
- Empathie bzw. deren Gegenteil: Narzissmus oder Autismus (hier extreme und streng kognitive Wahrung der beiderseitigen persönlichen Grenzen)
- Sympathie bzw. (Gegenteil) Abneigung (Grenzüberschreitung möglich)
- Mitleid bzw. (Gegenteil) Schadenfreude (Grenzüberschreitung möglich)
- Mitgefühl bzw. (Gegenteil) Gleichgültigkeit (Grenzüberschreitung möglich)
- Feindesliebe bzw. (Gegenteil) Rache (Grenzüberschreitung unumgänglich)

Im Gegensatz zu diesen, mit der Gefühlsansteckung verwandten affektiv oder emotional geprägten Regungen gibt es kein Wort für gegensätzliche Gefühlsansteckung, weswegen von negativer und positiver Gefühlsansteckung gesprochen wird.
Positive Gefühlsansteckung ist z. B. die, die von Kleinkindern bei Bezugspersonen (und umgekehrt) ausgelöst wird, und gemeinsame Freude und Lachen sowie gemeinschaftliche Gefühle z. B. bei Musikgroßveranstaltungen.
Negative Gefühlsansteckung wird (unter anderem) von depressiven Menschen übertragen, hierbei besteht eine „Ansteckungs“-Gefahr für andere, wenn diese nicht rechtzeitig erkannt und (kognitiv) beendet wird.

## Gefühlsansteckung aus soziologischer Sicht
Relativ jung ist die Erkenntnis, dass Kleinstkinder im Alter von 10–12 Monaten über Gefühlsansteckung soziales Verhalten erlernen, zunächst durch Kopieren (Beobachten und Sichmitreißen lassen) des Verhaltens der Bezugspersonen. Dieser Vorgang wird Soziales Referenzieren genannt. Ähnliche Lernprozesse finden aber auch weiterhin statt. Nach der Massenpsychologie von Gustave Le Bon ist die Gefühlsansteckung ein spontaner und häufig epidemisch anwachsender Affektaustausch von Menschen. In einer Massensituation oder bei einer Panik würden Personen in einer gleichen Gefühlslage durch Miteinanderfühlen in ihrem kollektiven Sozialverhalten irrational, hysterisch und führungsbedürftig.
Seit Beginn der Sophistik ist bis in das 20. Jahrhundert nur die negative Gefühlsansteckung, in Form von Massen- oder „Mob“-Bewegungen, verbunden mit Gewalttaten und Panik, wahrgenommen worden. Hieraus legitimierte sich seit Platon und Aristoteles die scheinbare Notwendigkeit einer (vernunftgesteuerten) Elite, die die Unabhängigkeit der „Masse“ regulieren muss. Diesem Wertekanon wurde bis in das 20. Jahrhundert hinein überwiegend gefolgt. Exemplarisch hierfür ist Friedrich Nietzsche, der in Über die Zukunft unserer Bildungsanstalten (5. Vortrag, 1872) eindringlich davor warnte, in die „Ebene der Masse abzutauchen“, da hier jedes „Genie“ zum „Halbtier“ wird. Obwohl zu Nietzsches Zeit das Wort noch unbekannt war, ist sehr deutlich, dass er hier negative Gefühlsansteckung durch den „Pöbel“ als Bedrohung sieht.
Die Bedeutung der positiven Gefühlsansteckung für ein soziales System wird bis heute in der Soziologie überwiegend abgestritten, z. B. ist die Systemtheorie von Niklas Luhmann frei von mit Emotionalität verbundenen Phänomenen. Die Existenz oder Bedeutung von Empathie wird dort ebenso verneint wie die Gefühlsansteckung. Andererseits sieht Luhmann, dass durch Doppelte Kontingenz eine Emergente Ordnung entsteht, die zumindest teilweise auch als Gefühlsansteckung mit soziologischer Auswirkung benannt werden kann.
Tatsächlich bedeutet eine Anerkennung der Gefühlsansteckung als positiv wirkender Kraft einen Bruch mit dem seit Platon allein von „Verstand“ dominierten philosophischen Wertesystem, vor allem in Europa. Eine Abkehr hiervon würde die Negierung der Notwendigkeit von Eliten bedeuten. Max Scheler verwendete in seinen Werken das gleiche Wort „Einfühlung“, das auch Lipps verwendete. Lipps ging jedoch von der späteren Bedeutung des Begriffes der (determinierten) Empathie aus, während Scheler mit diesem Wort Phänomene bezeichnete, die Hatfield erst 1994 als „Gefühlsansteckung“ bezeichnete und hiermit eindeutiger benannte. Erst in jüngster Zeit sind einige seiner Texte in ihrer Bedeutung für einen neuen Wertekanon der Soziologie erkannt worden.
Exemplarisch sei Wolfhart Henckmann genannt, der zusammenfasst, dass Max Scheler drei Axiome der „Wissenssoziologie“ definiert hat:

„Eine soziale Übertragung von Wissens- und Sinninhalten erfolgt bereits durch „Gefühlsansteckung“ und im unwillkürlichen Nachahmen von Handlungen; Beides finde sich auch bei höheren Tierarten.“

Henkmann betont, dass Gefühlsansteckung nicht nur Gefühle überträgt, sondern auch Sinn- und Wissensinhalte. Gefühlsansteckung wird damit zu einem wichtigen Übertragungsweg von gesellschaftlichem Gesamtwissensstand, durch den ein gesamtgesellschaftlicher oder gruppenspezifischer Konsens entsteht. Auch Kevin Mulligan sieht in den Texten Schelers, dass Gefühlsansteckung weit mehr als nur Gefühle überträgt, sondern darüber hinaus auch soziale Gemeinsamkeit bis hin zu „grundlosem Vertrauen“ gegenüber Fremden entstehen kann, die sich dann von „grundlosem Misstrauen“ unterscheidet. Allerdings verwendet Mulligan die zur Zeit Schelers üblichen Begriffe:

„Viele Philosophen meinen, man müsse sich ein für allemal für eine der folgenden Ansichten über die Fremdwahrnehmung entscheiden: entweder ist die Fremdwahrnehmung eine Art Einfühlung, oder eine Art Schluss, oder eine direkte Wahrnehmung oder eine Simulation. Diese Voraussetzung teilt Scheler nicht und zwar weil eine Philosophie der Fremdwahrnehmung, die nicht zu einer Sozialphilosophie gehört, zu einer einseitigen Diät und damit zu Vereinfachungen verurteilt ist. Laut Scheler funktioniert die direkte Wahrnehmung von seelischen Gefühlen durch das Nachfühlen auf der soziologischen Ebene der Gemeinschaft, in der grundloses Vertrauen herrscht. Es gibt aber auch eine Fremdwahrnehmung, die nicht ohne Schlüsse und Analogien auskommt. Eine solche Fremdwahrnehmung ist vor allem auf der soziologischen Ebene der Gesellschaft anzutreffen, in der grundloses Misstrauen an der Tagesordnung ist. Schliesslich ist die Lipps’sche Theorie der Fremdwahrnehmung als Einfühlung „annähernd richtig“.“

Die Kritik an Platons Einfluss in der Geschichte bis hin zu den neuzeitlichen Philosophen und deren Legitimierung der Existenz von Eliten, der vermutete andere (vorplatonische) Wertekanon des Sokrates und die Änderung des Wertesystems, das Scheler mit seiner erweiterten Sicht der Gefühlsansteckung durch die Übertragung auf soziale Systeme in die Soziologie einbrachte, ist Gegenstand einiger neuerer Dissertationen.